# 硫化アンチモン
硫化アンチモン（りゅうかアンチモン、antimony sulfide）はアンチモンの硫化物で、組成式 Sb2S3 で表される。天然には輝安鉱（stibnite）として産出する。融点 550 ℃ の灰色の粉末で、水には難溶だが、強酸、アルカリには溶ける。水酸化カリウム水溶液にさらすと変色する。
主にブレーキパッドの摩擦材料として使われているが、最近は環境を汚染している疑いがあることから硫化スズが一部代替している。また、アイシャドーにも使われていたが、その毒性のため、現在は使われていない。その他弾薬等の火薬材料として用いられている。